# Super Bowl LVI
Super Bowl LVI var den 56:e upplagan av Super Bowl, finalmatchen i amerikansk fotbolls högsta liga, National Football League, för säsongen 2021. Matchen spelades den 13 februari 2022 mellan Cincinnati Bengals och Los Angeles Rams. De kvalificerade sig genom att vinna slutspelet i konferenserna American Football Conference respektive National Football Conference.
Värd för Super Bowl LVI var SoFi Stadium i Inglewood, Kalifornien, vilket är Rams hemmaarena och de blev andra laget i rad att spela Super Bowl på hemmaplan efter att Tampa Bay Buccaneers spelade och vann Super Bowl LV på Raymond James Stadium 2021. Rams är däremot det första lag som var värdar för både konferensens slutspelsmatch, Conference Championship-matchen, och Super Bowl samma säsong.
På grund av det utökade spelschemat med 17 matcher i stället för som tidigare 16 sköts Super Bowl fram en vecka till den andra söndagen i februari.